# آلن اسمیت (بازیکن فوتبال، زاده ۱۹۶۲)
آلن م. اسمیت ((به انگلیسی: Alan M. Smith) زادهٔ ۲۱ نوامبر ۱۹۶۲) بازیکن فوتبال در پست مهاجم اهل انگلستان بود
این بازیکن نیز بعد از دوران بازیگزی نیز گزارشگری بازی های ویدیویی فیفا را بر عهده گرفت.

## تیم ملی
وی سابقهٔ بازی در تیم ملی فوتبال انگلستان را در کارنامهٔ خود دارد. وی در تاریخ ۱۶ نوامبر ۱۹۸۸ نخستین بازی ملی خود را در مقابل تیم ملی فوتبال عربستان سعودی انجام داد و با حضور در ۱۳ بازی ملی، در تاریخ ۱۷ ژوئن ۱۹۹۲ واپسین بازی ملی‌اش را در برابر تیم ملی فوتبال سوئد برگزار کرد.
این بازیکن توانسته در بازی‌های ملی، ۲ گل به ثمر برساند.